# Leopoldo Peniche Vallado
Leopoldo Peniche Vallado (1908 - 2000) fue un escritor, dramaturgo, periodista y político mexicano, nacido y fallecido en la ciudad de Mérida, Yucatán.

## Datos biográficos
Dramaturgo, investigador, político, ensayista y periodista yucateco. Fue uno del los periodistas fundadores del Diario del Sureste. Entre otros cargos desempeñó el de titular de la Dirección de Bellas Artes del Estado de Yucatán (1942-1946), Secretario General de Gobierno y director de la Biblioteca Estatal Manuel Cepeda Peraza (1976-1988). Fue miembro de la Comisión Editorial de Yucatán (1977-1982) y de la Academia Yucatanense de Ciencias y Artes (1983-1995).

## Obra
Escribió más de veinte libros sobre temas literarios, históricos y sociales. Colaboró con artículos y ensayos en numerosos periódicos y revistas y escribió para la Enciclopedia Yucatanense la actualización del capítulo sobre teatro en Yucatán.
- La batalla perdida. Mérida, México: Ediciones de Escritores y Artistas de Yucatán, Asociados, 1962.
- Cecilio el Magno (Exégesis dramática). Mérida, México: Ediciones de la Universidad de Yucatán, 1968.
- Teatro y vida: Ensayos-Artículos, Mérida, Yucatán, México. Ediciones del Liceo Peninsular de Estudios Literarios, 1957.
- Henequén, evocación dramática, Mérida, México: Ediciones de la Universidad de Yucatán, 1961.
- Estudios estéticos de Manuel Sales Cepeda, Mérida, 1975
- Tres Temas Mayas En El Teatro, Fonapas Yucatán, 1981.
- Sombras de palabras. Mérida, 1987.

## Reconocimientos
Recibió diversos premios entre los que figuran: Medalla Eligio Ancona (1973), Premio al Mérito Periodístico José Pagés Llergo (1989), Medalla Héctor Victoria Aguilar del Congreso del Estado de Yucatán (1990), Medalla “Yucatán” (1991), Premio de Literatura Antonio Mediz Bolio (1993) y Premio de la Excelencia Literaria de la Academia Yucatanense de Ciencias y Arte (1994).